# 矢島弘一
矢島 弘一（やじま こういち、1975年8月26日 - ）は、日本の脚本家、演出家、俳優。
東京都千代田区出身。劇団「東京マハロ」主宰。株式会社ケイダッシュ所属。

## 来歴
明治大学付属中野高等学校卒業。2006年、劇団「東京マハロ」を旗揚げし、主宰を務める。毎回作品に合った役者をキャスティングしている。
2012年11月、常磐貴子主演の松竹映画『引き出しの中のラブレター』の舞台版脚本を手掛ける。
2016年の『毒島ゆり子のせきらら日記』で初のテレビドラマ脚本を手掛け、第35回向田邦子賞を受賞した。

## 作品

### 舞台（作品）
東京マハロ公演
全公演
福田ユミプロデュース公演
- 第一回「萩本の女」（2021年4月14日〜4月18日、シアター711）脚本・演出
- 第二回「ウェスティン-西へ帰る-」（2022年1月26日〜1月30日、下北沢駅前劇場）脚本・演出

外部公演
- スポタニ「釣書バード」（2013年6月、キンケロ・シアター）

### テレビドラマ（作品）
- ふるカフェ系ハルさんの休日（2015年 - 、NHK Eテレ）- 脚本
- 毒島ゆり子のせきらら日記（2016年4月、TBS） - 脚本
- 残酷な観客達（2017年5月、日本テレビ） - 脚本（全話）、監督（第1話、第2話）
- あいの結婚相談所（2017年7月 - 9月、テレビ朝日） - 脚本（第3話）
- コウノドリ（第2シリーズ）（2017年10月 - 12月、TBS） - 脚本
- 健康で文化的な最低限度の生活（2018年7月 - 9月、カンテレ） - 脚本
- 女子高生の無駄づかい（2020年1月 - 3月、テレビ朝日） - 脚本（第2話）
- 今だから、新作ドラマ作ってみました 第1夜「心はホノルル、彼にはピーナツバター」（2020年5月4日、NHK総合） - 脚本
- おもひでぽろぽろ（2021年1月9日、NHK BSプレミアム・BS4K）- 脚本
- ハルカの光（2021年2月8日 - 3月8日、NHK Eテレ）- 作
- 八月は夜のバッティングセンターで。（2021年7月 - 9月、テレビ東京）- 脚本
- 風よ あらしよ（2022年、NHK BS4K・BSプレミアム）- 脚本
- 東京の雪男（2023年2月4日 - 3月4日、NHK Eテレ）- 脚本
- やさしい猫（2023年6月24日 - 7月29日、NHK総合）- 脚本
- 初恋、ざらり（2023年7月8日 - 9月23日、テレビ東京）- 脚本 第7〜10話
- バントマン（2024年10月12日 - 、東海テレビ・フジテレビ）- 脚本

### 漫画（作品）
- 晴れた日に少女はギターを（2020年4月 - 2021年5月、WEBデンプレコミック） - 原作

## 出演

### 舞台（出演）
東京マハロ公演
- 東京マハロ全公演

外部公演
- トム・プロジェクトプロデュース公演「八月の光」（2004年8月、下北沢「劇」小劇場）
- 東京セレソンデラックス「How are you?」（2005年4月、萬スタジオ）他

### 映画
- ユリシス（2006年9月23日公開）

### テレビドラマ（出演）
- トッカン -特別国税徴収官- 第3話（2012年7月18日、日本テレビ） - 三井 信彦 役
- Woman 第9話・第10話（2013年8月28日 - 9月4日、日本テレビ） - 藤田 役
- コウノドリ 第2シリーズ 第5話（2017年11月10日、TBS） - 大松憲次郎 役

### テレビ
- ありえへん∞世界（2013年、テレビ東京）

### ラジオ
- RENDEZ-VOUS（2012年11月、J-WAVE）

### CM
- アクエリアス プロ リカバリーショット（2010年3月）